# 陸治
陸治（1496年—1576年），字叔平，別號包山子，南直隶苏州府吴县（今江苏省苏州市）人。
弘治九年（1496年）生。世代耕讀，其父與文徵明有交誼，遂從學於文徵明門下。早年為諸生，屢試不中，轉為書畫，善画山水、花鸟。隱居支硎山。萬曆四年（1576年）去世。後人輯有《陸包山遺稿》。作品有《仙圃長春圖》傳世。

## 作品
- 《支硎山圖》，藏於台灣台北國立故宮博物院

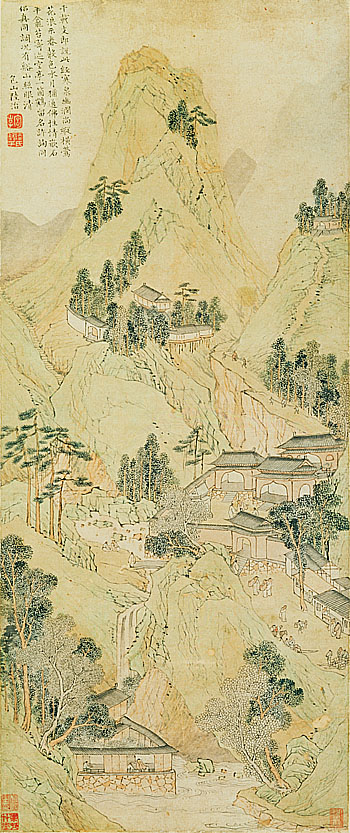
《支硎山图》

- 《仙圃長春圖》卷，藏於台灣台北國立故宮博物院
- 《海棠玉蘭》軸，藏於台灣台北國立故宮博物院 (與王穀祥合繪)
- 《繡壁蓮峰圖》，藏於台灣台北國立故宮博物院
- 《花谿漁隱》軸，藏於台灣台北國立故宮博物院
- 《雪窗見易圖》軸，藏於台灣台北國立故宮博物院
- 《花谿漁隱》軸，藏於台灣台北國立故宮博物院
- 《榴花小景》軸，藏於台灣台北國立故宮博物院
- 《練川草堂圖》卷，藏於台灣台北國立故宮博物院
- 《春山溪閣圖》，藏於台灣台北國立故宮博物院
- 《仙山玉洞圖》，藏於台灣台北國立故宮博物院
- 《蔬圃圖》，藏於台灣台北國立故宮博物院
- 《飛閣凭江圖》，藏於台灣台北國立故宮博物院
- 《丹林翠嶂圖》，藏於台灣台北國立故宮博物院
- 《春耕圖》，藏於台灣台北國立故宮博物院
- 《寒江釣艇》軸，藏於台灣台北國立故宮博物院
- 《竹林長夏圖》，藏於中國北京故宮博物院